# مهرگیاه رسمی
مهرگیاه رسمی یا مردم‌گیاه رسمی (نام علمی: Mandragora officinarum) نام گونه‌ای از سرده مهرگیاه و از خانواده گل شب‌زیان یا شبگرد است اغلب به عنوان ترنجبین (mandrake) شناخته می‌شود، اگرچه این نام برای گیاهان دیگر نیز استفاده می‌شود. از سال ۲۰۱۵، منابع به‌طور قابل توجهی در گونه‌های بومی منطقه مدیترانه، متفاوت بوده و گونه اصلی موجود در پیرامون دریای مدیترانه به نام ترنجک پاییزی (Mandragora autumnalis) نام دارد. از آنجایی که دارای تروپان آلکالوئیدهای توهم‌زا (آتروپین، اسکوپولامین و هیوسیامین) است که باعث هذیان و توهم می‌شود و شکل ریشه‌های آن اغلب شبیه به چهره‌های انسانی است، در طول تاریخ با انواع اعمال مذهبی و معنوی مرتبط بوده‌است. آنها برای مدت طولانی در مراسم جادویی استفاده می‌شده‌است، امروزه نیز در مراسم بت‌پرستان معاصر مانند ویکا استفاده می‌شود